# Dans un an ou un jour
Singles de Johnny Hallyday
Ça ne change pas un homme
(1991) Et puis je sais
(1992)
Dans un an ou un jour est une chanson de Johnny Hallyday, écrite par Ysa Shandy et composée par Mort Shuman. Troisième piste de l'album Ça ne change pas un homme (sorti le 10 décembre 1991), elle est le second extrait à être publié en single le 25 février 1992.

## Histoire
Dans un an ou un jour est dédiée à Mort Shuman, auteur de la musique et également connu comme l'interprète du tube Le Lac Majeur et comme auteur de chansons pour Elvis Presley, dont c'est la dernière composition. Proche de Johnny Hallyday (pour qui il a composé plusieurs titres), depuis la fin des années 1970, Shuman décède d'un cancer du foie le 2 novembre 1991, sans avoir pu écouter la chanson, l'album étant sorti un mois plus tard. Lors des obsèques de Mort Shuman, Johnny Hallyday dépose sur sa tombe une cassette avec l'enregistrement de  Dans un an ou un jour.

## Réception et classement
Dans un an ou un jour entre au Top 50 le 21 mars 1992 à la 20e place et parvient à atteindre la 7e place le 9 mai 1992. Le single quitte le Top en juin 1992 après treize semaines de présence. 
| Classement (1992) | Meilleure place |
| ----------------- | --------------- |
| France (SNEP)     | 7               |